# Требби, Марио
Марио Требби (итал. Mario Trebbi; 9 сентября 1939, Сесто-Сан-Джованни — 14 августа 2018, Падерно-Дуньяно) — итальянский футболист и тренер. Играл на позиции защитника.

## Биография
Дебютировал в профессиональном футболе в 1958 году за клуб «Милан» и оставался в команде в течение восьми лет, не всегда попадая в основной состав, стал обладателем двух чемпионских титулов и победителем Кубка европейских чемпионов.
После переезда в Турин выступал за «Торино» в 1966 году, выиграл Кубок Италии.
За сборную Италии Требби сыграл два товарищеских матча, один в 1961 году, другой в 1963, не забив ни одного гола.

## Достижения
- «Милан»: Чемпион Италии (2): 1958/59, 1961/62
- «Торино»: Обладатель Кубка Италии (1): 1967/68
- «Милан»: Обладатель Кубка европейских чемпионов: 1962/63